# 阿迦·穆罕默德汗
阿迦·穆罕默德·汗·卡扎尔（波斯語：‎，羅馬化：Āghā Mohammad Khān-e Qājār; 1742年3月14日-1797年6月17日）也被尊称为阿迦·穆罕默德沙阿（‎, ），是伊朗卡扎尔王朝的创始人，从1789年到1797年为伊朗国王。阿加·穆罕默德·汗最初是卡扎尔部落一个分支的首领，他在1789年成为为伊朗国王，但直到1796年3月才正式加冕，并在1794年废黜了桑德王朝的卢图夫·阿里汗。阿迦·穆罕默德·汗是著名的太监君主，年轻时被阿迪尔·沙阿捕获后阉割，因此没有子嗣。1797年6月17日，他被暗杀，他的侄子法特赫-阿里继任。
阿迦·穆罕默德·汗的统治以回归中央集权和实现伊朗的统一而闻名，并将首都迁至德黑兰，使得伊朗的首都至今仍在那里。他也因其残忍和贪婪的行为而闻名，特别是在重新征服格鲁吉亚期间。他洗劫了格鲁吉亚首都第比利斯，屠杀了许多居民，并将大约1.5万名格鲁吉亚俘虏送回伊朗。

## 早年生活（1742-1779）

### 家庭和童年

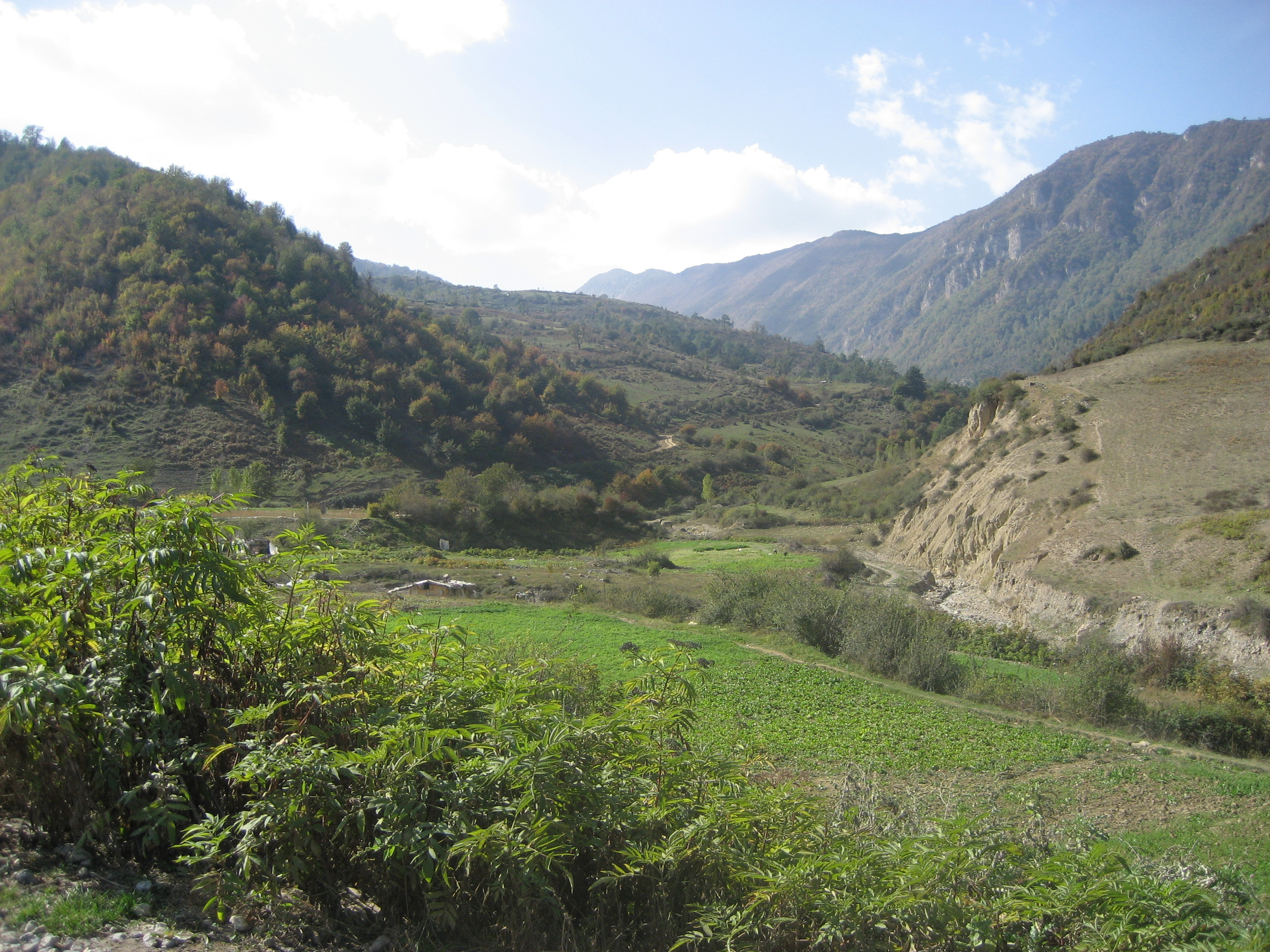
戈尔甘的风景，这里是阿迦·穆罕默德·汗的出生地。

阿迦·穆罕默德·汗於1742年左右出生在戈尔甘，属于卡扎尔部落的加万路分支。卡扎尔部落是最早的土库曼奇兹尔巴什部落之一，大约在10世纪和11世纪在小亚细亚出现并向世界各地迁徙。从沙法维王朝早期开始，他们就向王朝提供兵员。这个部落还有其他几个分支，其中最突出的分支是德乌，他们经常与加万路分支的人作战。阿迦·穆罕默德汗是加万路氏族首领穆罕默德·哈桑·汗·卡扎尔的长子以及法塔赫-阿里·汗·卡扎尔的孙子。阿迦·穆罕默德汗的祖父被塔赫玛斯普二世处决（可能是被太美斯普-古里汗强迫的，他在1736年篡夺伊朗王位后被称为纳迪尔沙，标志着阿夫沙尔王朝的建立）。阿迦·穆罕默德·汗有几个同父异母的兄弟和同父同母的兄弟。
1747年纳迪尔沙去世后，伊朗阿夫沙爾王朝的统治开始走向瓦解，穆罕默德·哈桑想趁机悍然起兵亲自占领戈尔甘。纳迪尔沙的侄子阿迪尔·沙阿从马什哈德向戈尔甘进军，目的是抓捕穆罕默德·哈桑。虽然他最终没能抓住哈桑，阿德尔·沙阿设法抓住了他计划杀死的阿迦·穆罕默德汗。不过后来他没有杀死阿迦·穆罕默德汗，而是选择将其阉割后释放。虽然“阿迦”（آقا）一词的常见拼写通常被用来作为一个头衔，大致翻译为“先生”，但是阿迦·穆罕默德汗却不一样，他的“阿迦”是专门对太监的称呼。

### 穆罕默德·哈桑之死
在接下来的10年里，阿夫沙尔王朝在呼罗珊的统治深受部落首领之间的战争和杜兰尼帝国统治者艾哈迈德沙·杜兰尼的入侵之苦。在这一时期，哈桑与普什图军事领袖阿扎德汗和桑德王朝统治者卡里姆汗为争夺纳迪尔沙前帝国西部的统治权而作战。然而，他在1759年被桑德王朝的军队击败。他被自己的追随者背叛，之后又被他的老对手，萨瓦德库的穆罕默德·汗杀害。由于阿迦·穆罕默德汗被阉割，他的兄弟侯赛因被任命为路加万支派的新首领。